# Мокров (Кумилженський район)
Мокров (рос. Мокров) — хутір у Кумилженському районі Волгоградської області Російської Федерації.
Населення становить 0 осіб. Входить до складу муніципального утворення Краснянське сільське поселення.

## Історія
Хутір розташований у межах українського історичного та культурного регіону Жовтий Клин.
Згідно із законом від 14 лютого 2005 року № 1006-ОД органом місцевого самоврядування є Краснянське сільське поселення.

## Населення
1. Н/Д[2]